# Bogdan Walkiewicz
Bogdan Walkiewicz (ur. 1960 w Nowym Mieście nad Wartą) – polski archeolog, kustosz, kolekcjoner, modelarz i fajczarz. Kustosz Działu Ochrony Zabytków Archeologicznych poznańskiego Muzeum Archeologicznego. 

## Życiorys
Jest absolwentem Liceum Ogólnokształcącego w Jarocinie i archeologii na Uniwersytecie im. Adama Mickiewicza (1979-1984). Był też słuchaczem Studium Doktoranckiego na Wydziale Historycznym UAM (1989-1993). Początkowo brał udział w badaniach archeologicznych i wykopaliskach na terenie Białogardu, Kuczkowa, Jarocina i Nowego Miasta nad Wartą, a następnie kierował wykopaliskami w Jarocinie, Połażejewie, Śremie-Helenkach, Nawinie, Sławicy, Żernikach, Luboniu-Żabikowie (2009-2012, wykopaliska z okresu II wojny światowej), Gostyniu (2012) i Poznaniu. Jest członkiem Polskiego Związku Fotografików Przyrody (udział w wystawach zbiorowych oraz trzy wystawy indywidualne). Pozostaje też członkiem Klubu Kolekcjonerów Fajek (w latach 1992-1996 był Prezydentem Rady Polskich Klubów Fajczarskich). Autor modeli żaglowców i łodzi, m.in. XII-wiecznej łodzi klepkowej z Lądu, eksponowanej na stałej wystawie poznańskiego Muzeum Archeologicznego (1984). Autor publikacji i artykułów z zakresu archeologii. 

## Zainteresowania
Tematyka XVII-XVIII-wiecznych fajek glinianych (pozyskanych z wykopalisk), epoka brązu i wczesna epoka żelaza w Wielkopolsce, wielkopolskie późnośredniowieczne grodziska stożkowate, komputeryzacja w archeologii, zastosowanie zdjęć lotniczych w tej dziedzinie oraz dokumentacja fotograficzna i filmowa stanowisk archeologicznych oraz zbiorów.

## Publikacje
- 1993: Wyniki archeologicznej penetracji powierzchniowej w okolicy Nowego Miasta nad Wartą, woj.  poznańskie (z H. Machajewskim),
- 1995: Fajki z badań archeologicznych Bramy Wielkiej w Poznaniu,
- 1996: Fajki z badań archeologicznych ratusza w Kołobrzegu (z R. Kamińskim),
- 1999: Osada ludności kultury łużyckiej w Dębczynie, gm. Białogard,
- 2000: Fajki z badań archeologicznych na ul. Szyperskiej w Poznaniu,
- 2000: Grób z okresu halsztackiego ze Strykowa, woj. Poznańskie,
- 2000: Jednorodne fajki gliniane z badań archeologicznych na terenie Podzamcza w Szczecinie,
- 2003: Ziemia Śremska garnki rodzi,
- 2005: Archeologiczny zwiad lotniczy wzdłuż trasy planowanej autostrady A2 w granicach dawnego  woj. poznańskiego  (z A. Prinke, W. Rączkowski),
- 2010: Poszukiwanie grobów pomordowanych w czasie II wojny światowej pacjentów szpitala „Dziekanka” w Gnieźnie,
- 2010: Badania archeologiczne na terenie obozu hitlerowskiego w Żabikowie w 2009 roku[1].